# Monteverdi Safari
De Monteverdi Safari  is een luxe SUV van de Zwitserse autofabrikant Monteverdi die van 1976 tot 1982 in grote aantallen werd geproduceerd. Het was het eerste voertuig van de Monteverdi S-reeks (Safari, Sierra en Sahara), die de Monteverdi High Speed-reeks opvolgde. De Safari was het meest succesvolle model van Monteverdi.

## Geschiedenis
De aanleiding voor de ontwikkeling van de Safari was de oliecrisis van 1973, waardoor de verkoop van grote, dure sportwagens instortte. Dat merkte Monteverdi ook in de verkoopcijfers van zijn High Speed-serie die sinds 1968 op de markt was: de verkoop in 1974 van iets meer dan 30 stuks was een jaar later nog verder gekrompen tot slechts 20 exemplaren. Omdat Monteverdi net als veel andere fabrikanten van luxewagens in slechte papieren zat, was Peter Monteverdi van mening dat zijn bedrijf alleen zou kunnen overleven als hij erin zou slagen om in de toekomst nieuwe, goedkopere voertuigen aan te bieden en zo een breder scala aan kopers aan te spreken. Het idee om uit te breiden naar de markt voor terreinwagens kwam door de vaststelling dat de verkoopcijfers van de Britse Range Rover sinds 1970 grotendeels stabiel waren gebleven ondanks de oliecrisis.
Al in 1974 had Monteverdi zijn eerste stappen gezet op de markt voor terreinwagens door in opdracht van de Weense International Harvester-importeur een International Harvester Scout te voorzien van een opgewaardeerd interieur en discrete wijzigingen aan de carrosserie. Dit model, een eenmalige creatie van Monteverdi Design, had geen uiterlijke kenmerken van de latere Monteverdi Safari. Door dit project kwam Monteverdi echter wel in aanraking met de Scout, waarvan de compacte afmetingen ongeveer overeenkwamen met die van de Range Rover en daardoor uitermate geschikt waren voor de Europese markt.
De ontwikkeling van de Safari begon in de loop van 1975. Monteverdi baseerde zich op het basisconcept van de Range Rover en nam diens lay-out en verhoudingen over voor zijn eigen terreinwagen. Zo werd de Safari een vierzitter, tweedeurs terreinwagen met een hoogwaardige uitrusting en grote motoren. Peter Monteverdi ontkende de verwantschap van de Safari met de Range Rover niet, hij beweerde zelfs dat de reden waarom hij de Safari bedacht had te wijten was aan het (overigens correcte) feit dat British Leyland de Range Rover niet kon leveren met een automatische transmissie.
De Safari maakte in veel grotere mate dan de High Speed-reeks gebruik van standaard onderdelen voor massaproductie. Zo kon Monteverdi de ontwikkelings- en productiekosten drastisch drukken, waardoor de verkoopprijs beduidend lager was dan bij de volledig door Monteverdi ontwikkelde sportwagens uit de High Speed-reeks. Toch was de Safari nog steeds een dure auto: in 1980 was de aankoopprijs vergelijkbaar met een Mercedes-Benz 500 SLC coupé en zo'n 50% duurder dan een volledig uitgeruste Range Rover.

## Ontwerp
Monteverdi gebruikte voor de Safari het chassis en de aandrijftechniek van de International Harvester Scout II.
In 1975 ontwierp Peter Monteverdi een frame van vierkante buizen waarop de Safari gebouwd zou worden. De eerste verkoopbrochure, die ter gelegenheid van het Autosalon van Genève in 1977 werd uitgegeven, toonde een afbeelding van deze constructie. Uiteindelijk koos Monteverdi toch om het standaard chassis van de Scout II te gaan gebruiken als basis voor de Safari. De redenen voor deze beslissing zijn niet duidelijk. Volgens sommige bronnen kon Monteverdi geen bedrijf vinden dat zijn chassis in de benodigde hoeveelheden kon leveren. Andere bronnen beweren dat de serieproductie van zijn eigen chassis gewoon te duur was en dat het gebruik van de Amerikaanse standaardconstructie veel goedkoper was.
Naast het chassis van de Scout II werden ook de starre voor- en achterassen met bladveren, de (schakelbare) vierwielaandrijving, de versnellingsbak, het differentieel, de remmen en de stuurbekrachtiging overgenomen door de Safari.
De carrosserie daarentegen was wel een volledig eigen ontwerp van Monteverdi. Naar eigen zeggen tekende Peter Monteverdi de structuur zelf. Het was een elegante Europese tweedeurs carrosserie, met tal van onderdelen van diverse grote autoconstructeurs. De beglazing en de tweeledige achterklep kwamen van Range Rover, de koplampen van de Fiat 125 Special, de achterlichten van de Peugeot 504 stationwagen en de zetels en delen van de bumpers kwamen van BMW.
In het interieur hechtte Monteverdi veel belang aan sportiviteit en luxe. Dit maakte de auto aantrekkelijk voor vermogende klanten. De sportstoelen waren standaard bekleed met synthetisch leer, maar ook een volledig lederen bekleding was op aanvraag verkrijgbaar. Verder waren ook typische Monteverdi-opties zoals een televisie en een dicteerapparaat leverbaar.
Monteverdi kocht de motoren aanvankelijk van Chrysler maar in de laatste productiejaren van de Safari werden de standaard motoren van de Scout II gebruikt.
- Van 1976 tot 1978 werd een 5,2L Chrysler 318 LA V8-motor gebruikt die 152 pk ontwikkelde.
- Als alternatief werd tussen 1976 en 1977 ook een 5,9L versie van deze motor aangeboden met 182 pk.
- Vanaf 1978 kon in plaats van de 5,9L een 7,2L Chrysler 440 RB V8-motor met 305 pk besteld worden. Daarmee was de Safari de Europese terreinwagen met de krachtigste motor en aangezien zijn gewicht aanzienlijk lager was dan dat van zijn Amerikaanse concurrenten, zoals de Plymouth Trailduster of de Chevrolet Blazer, was hij bovendien de snelste terreinwagen van zijn tijd met een topsnelheid van 200 km/u. Er werden slechts zeven exemplaren gebouwd met de 7,2L V8-motor.[2] Deze werden voornamelijk aan klanten uit het Midden-Oosten verkocht.
- Vanaf 1978 werd de 5,2L V8-motor van Chrysler vervangen door de 5,7L SV-345 V8-motor van International Harvester, die ook in de standaard Scout II gebruikt werd. Deze motor ontwikkelde 165 pk en was met zijn maximale koppel van bijna 400 Nm volgens Monteverdi beter geschikt voor offroad-gebruik.

Ten slotte zou er ook een eenmalig exemplaar uitgerust geweest zijn met een 3,2L Nissan SD33 zescilinder dieselmotor van 95 pk, maar hier bestaat geen sluitend bewijs van. Wel is het zeker dat enkele exemplaren van de Monteverdi Sahara met deze dieselmotor geleverd zijn.
Het overgrote deel van de Safari's was uitgerust met een automatische transmissie, slechts enkele modellen verlieten de fabriek met de optionele handgeschakelde versnellingsbak.

## Productie
Peter Monteverdi had aanvankelijk geprobeerd om de Safari in Zwitserland te laten bouwen door Saurer, maar die samenwerking ging uiteindelijk niet door. In plaats daarvan werd de productie uitbesteed aan de Italiaanse carrosseriebouwer Fissore, die in het verleden ook al de sportwagens uit de High Speed-reeks had gebouwd. Om de productie van grotere aantallen aan te kunnen moest Fissore zijn faciliteiten fors uitbreiden en overschakelen van ambachtelijk werk op semi-geautomatiseerde productietechnieken. Monteverdi verleende daarvoor financiële steun en kreeg in ruil een aanzienlijk pakket aandelen in het carrosseriebedrijf. Daardoor werd Fissore in de praktijk volledig afhankelijk van Monteverdi.
De bouwkwaliteit van de Safari was problematisch. De wagens waren erg roestgevoelig, deels door het gebruik van inferieur plaatwerk en deels door een gebrekkige corrosiebescherming. Daardoor zijn er in de 21e eeuw, zo'n 40 jaar na het beëindigen van de productie, nog slechts een handvol voertuigen operationeel. In Nederland reden er in 2015 nog twee exemplaren rond.
De Safari was het meest succesvolle model van Monteverdi. De wagen verkocht goed in zowel Europa als in het Midden-Oosten. De Safari werd nooit op de Amerikaanse markt uitgebracht omdat de wagen niet voldeed aan de Amerikaanse veiligheidsvoorschriften. Zoals wel vaker bij Monteverdi zijn exacte productiecijfers van dit model niet beschikbaar. Peter Monteverdi zelf sprak herhaaldelijk over ongeveer 3000 geproduceerde exemplaren.

## Speciale varianten
Op verzoek was de Safari leverbaar met (lichte) bepantsering om ingezet te kunnen worden als beveiligingsvoertuig.
De Safari was uitsluitend verkrijgbaar met twee deuren, maar er werd ook een prototype van een vierdeursuitvoering gebouwd. Dit unieke exemplaar bevond zich tot eind 2016 in het Monteverdi Museum in Binningen.
Een ander uniek stuk was een open Safari die uitgerust was met een afneembaar stoffen dak.

## Galerij

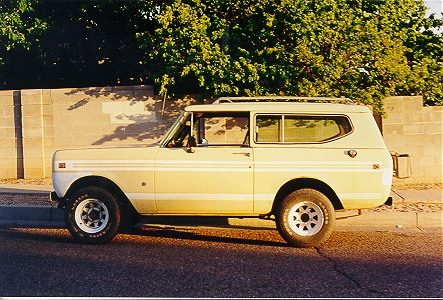
International Harvester Scout II, het voertuig dat als basis diende voor de Safari
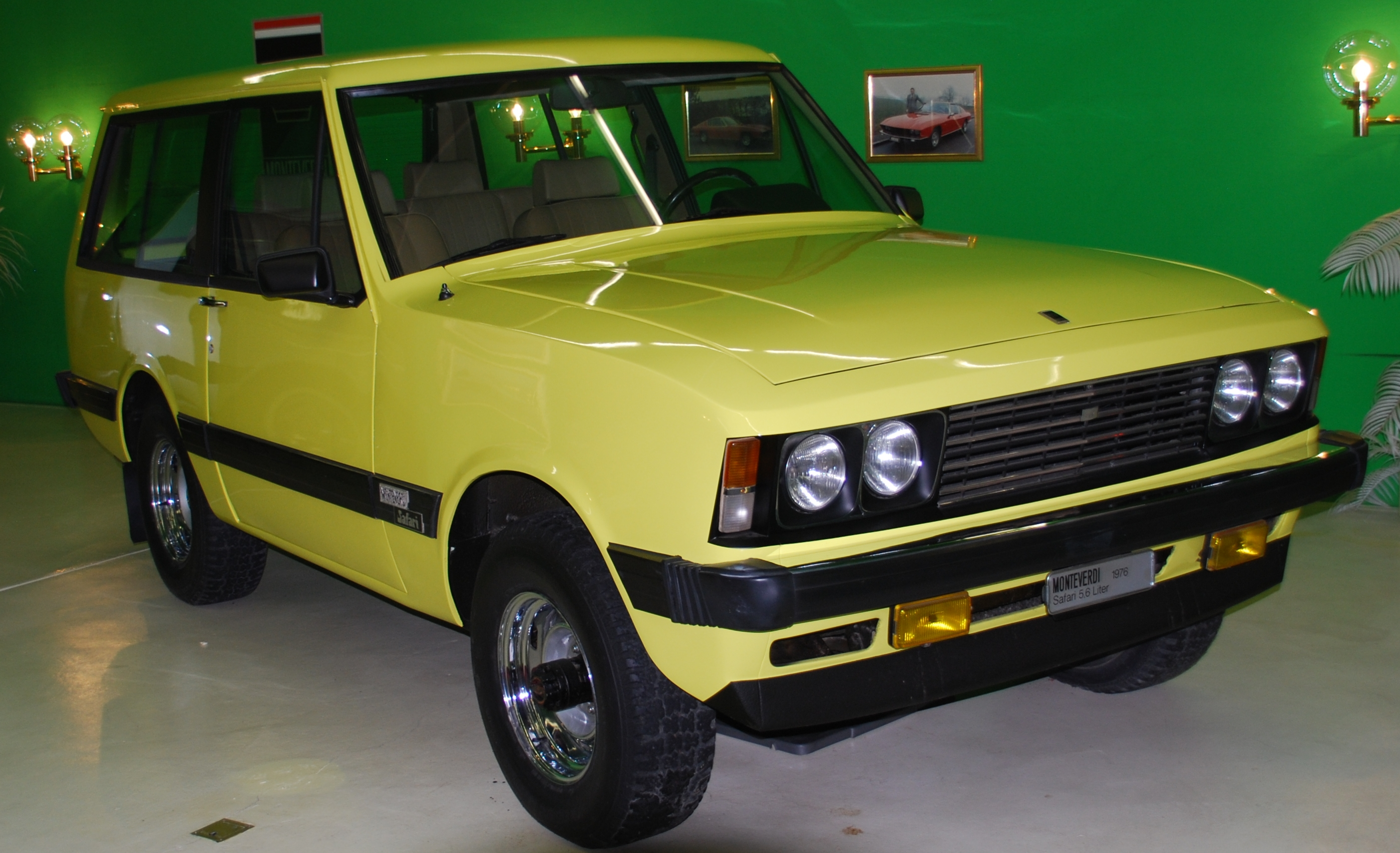
Vooraanzicht van de Safari (met de koplampen van Fiat)
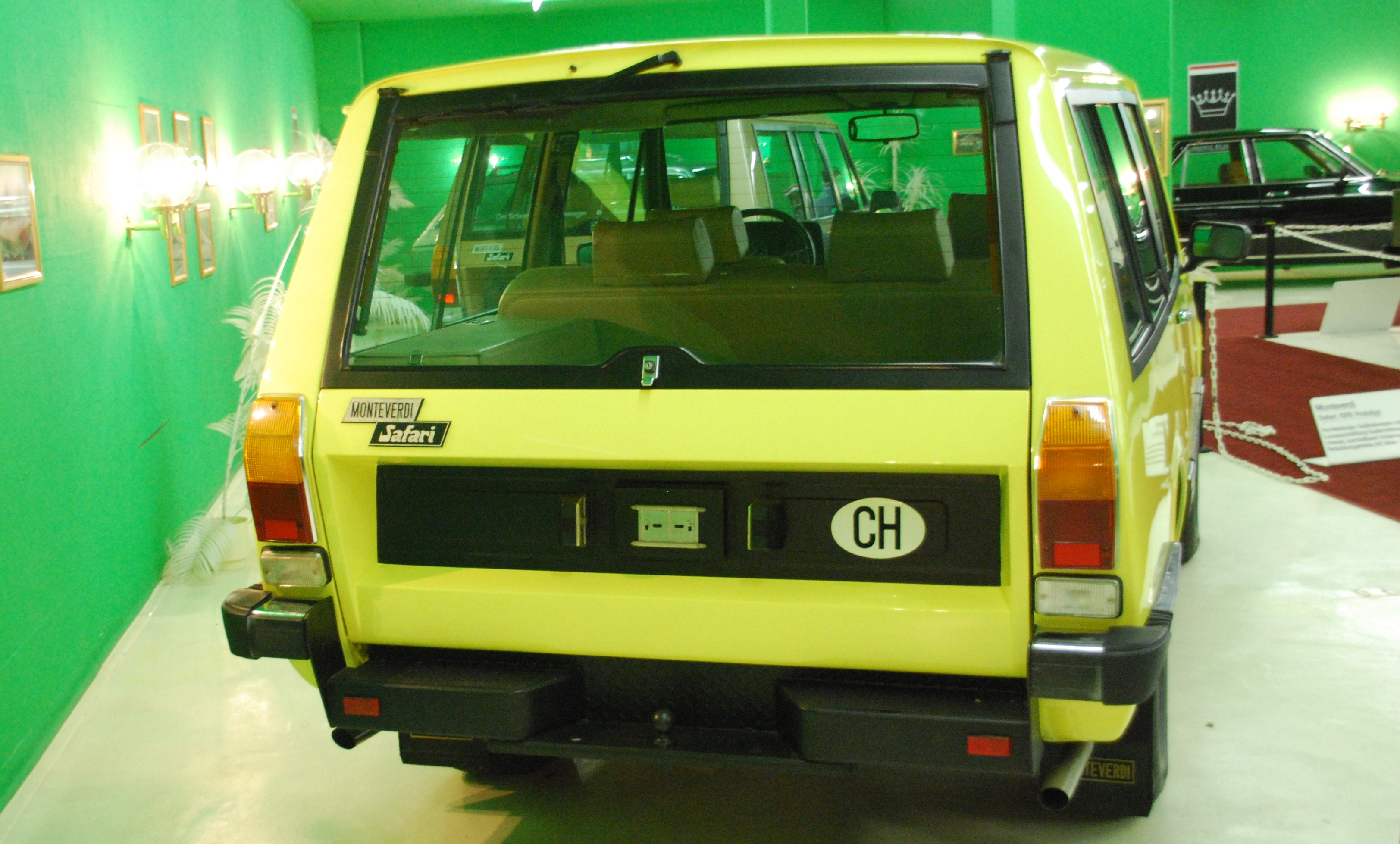
Achteraanzicht van de Safari (met de achterlichten van de Peugeot 504 stationwagen)
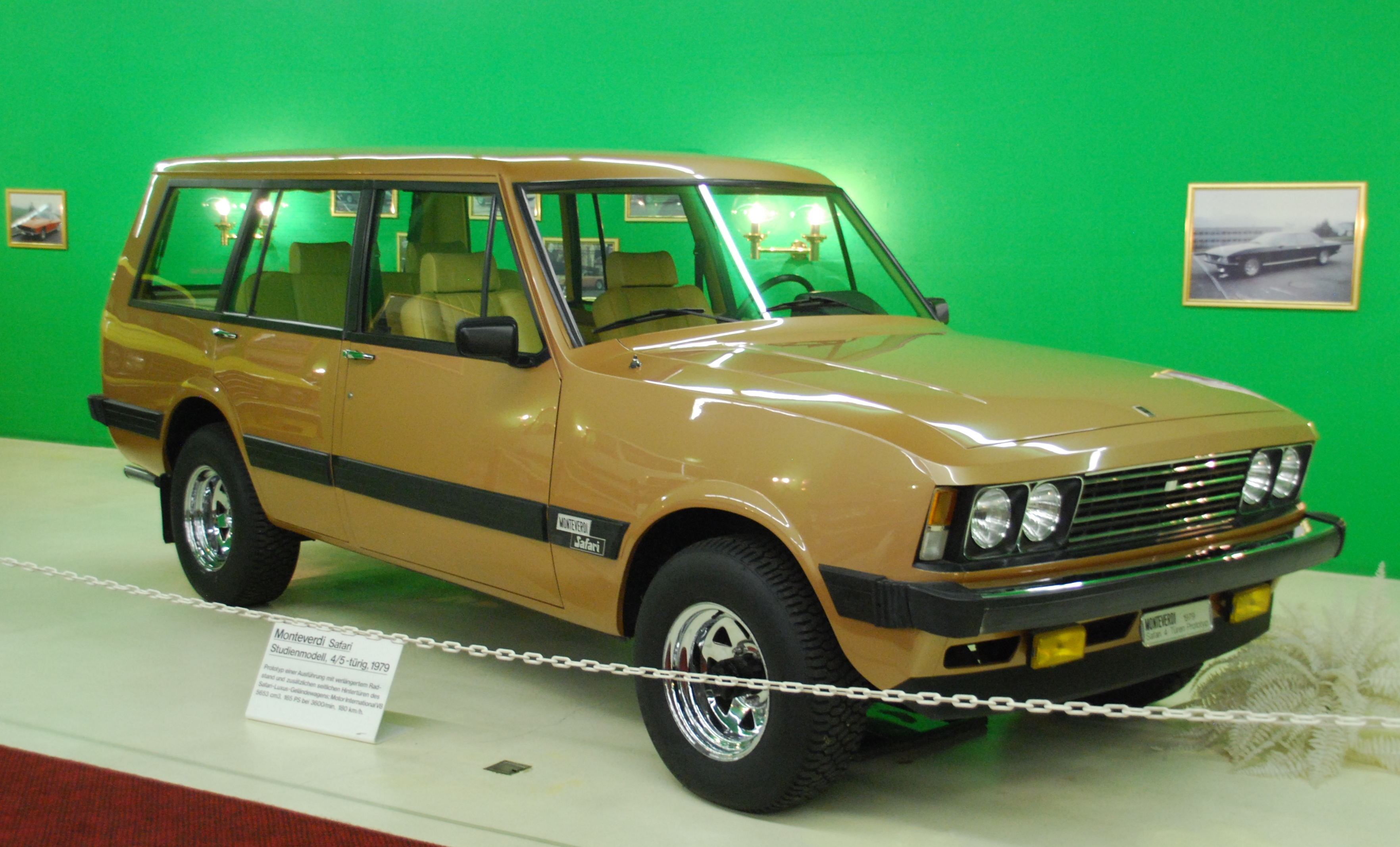
Prototype van de vierdeursuitvoering van de Safari (met verlengde wielbasis)
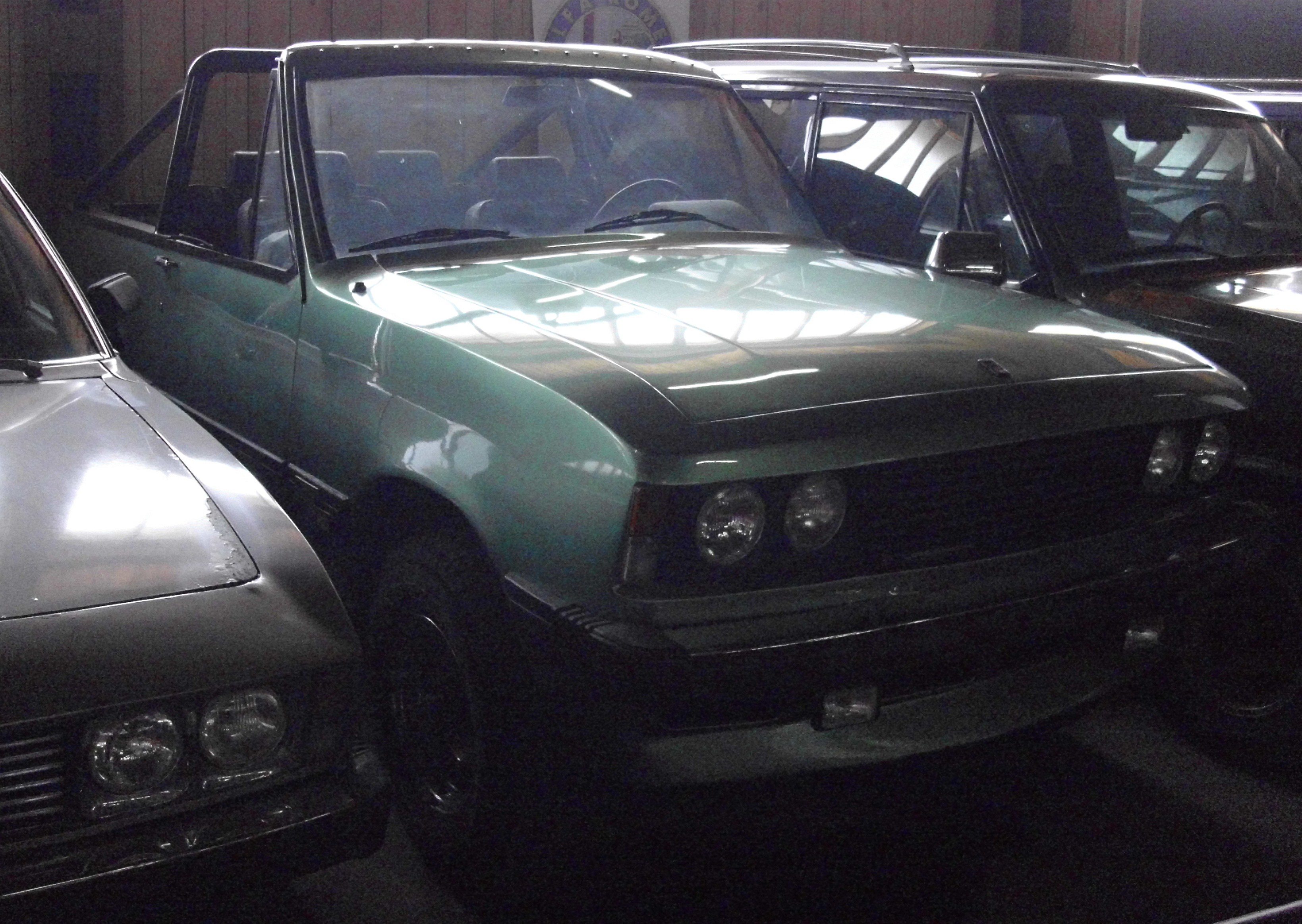
Prototype van een open versie van de Safari